# Utvandrarna
Utvandrarna és una pel·lícula sueca de Jan Troell, estrenada el 1971.  El nou món, estrenada el 1972, conclou la saga.

## Argument
El pagès Karl Oskar es casa amb Kristina i la parella té fills. La vida és molt dura per a la jove família amenaçada per la fam per les males collites i els incendis. Quan la seva filla Anna mor, Kristina accepta la idea de Karl Oskar d'emigrar a Amèrica del Nord per tal de construir una vida millor per a la seva família.
El germà de Karl Oskar, Robert, que treballa com a criat en una granja amb un pagès avar i violent, projecta igualment d'emigrar i el seu amic Arvid vol acompanyar-lo.
Danjel, que viu a la granja Kärragärde, s'oposa a la doctrina de l'Església sueca i organitza reunions religioses il·legals al seu domicili abans que l'empresonin. Ulrika, una prostituta rebutjada pels veïns, i la seva filla Elin troben refugi a casa de Danjel i comparteixen les seves creences.
16 persones en total marxen del seu poble natal.
La travessia de l'Atlàntic és llarga i molt dura. La dona de Danjel i el seu fill petit moren. Nombroses persones, entre les quals Kristina, es posen greument malaltes.

## Repartiment
- Max von Sydow: Karl Oskar Nilsson
- Liv Ullmann: Kristina Nilsson, dona de Karl Oskar
- Eddie Axberg: Robert Nilsson, germà de Karl Oskar
- Pierre Lindstedt: Arvid, company de Robert
- Allan Edwall: Danjel, oncle de Kristina, pastor
- Monica Zetterlund: Ulrika, prostituta

## Al voltant de la pel·lícula
Nascut el 1898 a la província de Småland, Vilhelm Moberg, escriptor considerat com un dels principals novel·listes de la literatura sueca del Segle XX va escriure «Els Emigrants» entre 1949 i 1959. Aquesta crònica en quatre volums va tenir un èxit considerable al seu país. Després d'haver vist el primer llargmetratge de Jan Troell «Els focs de la vida» (Här har del ditt liv) (1966), Moberg va declarar: «Si algú ha de rodar  Els emigrants, serà Jan Troell». És el que va fer (el 1971) després d'haver vacil·lat molt de temps. « El nou món » del mateix realitzador, el 1972, constitueix, de fet, la segona part de la pel·lícula.

## Premis i nominacions

### Premis
- 1973. Globus d'Or a la millor pel·lícula estrangera
- 1973. Globus d'Or a la millor actriu dramàtica per Liv Ullmann

### Nominacions
- 1972. Oscar a la millor pel·lícula de parla no anglesa
- 1973. Oscar a la millor pel·lícula
- 1973. Oscar al millor director per Jan Troell
- 1973. Oscar a la millor actriu per Liv Ullmann
- 1973. Oscar al millor guió adaptat per Jan Troell i Bengt Forslund